# Intervals
Intervals est un groupe canadien de metal progressif originaire de Toronto formé en 2011.

## Membres

### Membres actuels
- Aaron Marshall - guitare (depuis 2011)
- Nathan Bulla - batterie

### Anciens membres
- Matt De Luca - basse (2011–2012)
- Mike Semesky - chant (2013–2014), basse (2013)
- Lukas Guyader - guitare (2011–2015)
- Anup Sastry - batterie, percussions (2011–2015)

## Discographie

### Albums studio
- 2014 : A Voice Within
- 2015 : The Shape of Colour
- 2017 : The Way Forward
- 2020 : Circadian
- 2024 : memory palace

### EPs
- 2011 : The Space Between
- 2012 : In Time